# Миссисипский панцирник
Миссисипский панцирник (лат. Atractosteus spatula) — один из видов крупных рыб семейства панцирниковых, распространённых в Северной и Центральной Америке. Появилась в эоцене. Также называется аллигаторовая щука.

## Образ жизни и размеры

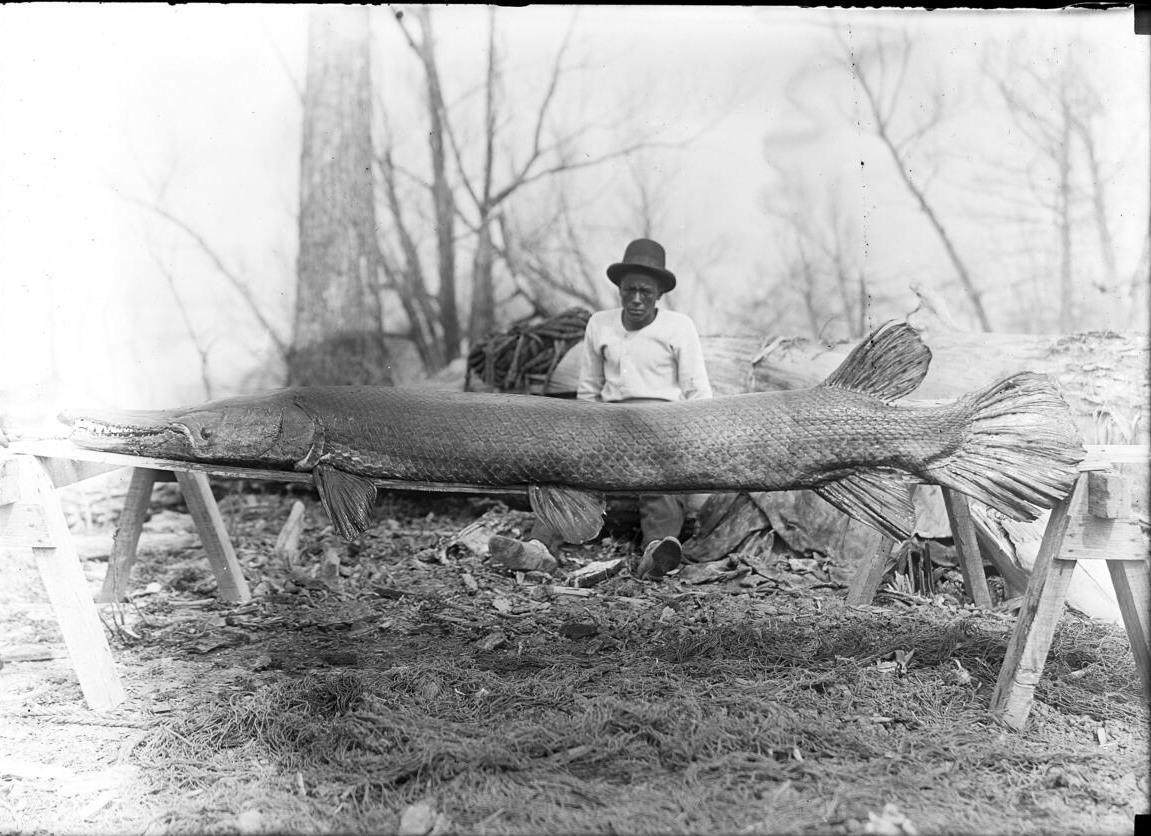
Гигантская особь миссисипского панцирника, пойманная в Мун-Лейк, Миссисипи, в марте 1910 года

Обитают в основном в пресной воде, некоторые заходят в соленую или морскую. Часто греются у поверхности в спокойной воде и дышат атмосферным воздухом. 
Челюсти образуют «клюв», а тело заключено в броню из ромбовидной толстой чешуи. Прожорливые хищники с длинными рядами игловидных зубов. Миссисипский панцирник — одна из самых крупных пресноводных рыб: по оценкам специалистов, его длина может достигать 3 м при весе свыше 130 кг.

## Распространение
Миссисипский панцирник распространён в долине нижнего течения Миссисипи и на территориях США и Мексики, прилегающих к Мексиканскому заливу к югу до мексиканского штата Веракрус. В частности, обитает на территории штатов США Техас, Оклахома, Южная Каролина, Луизиана, Миссисипи, Алабама, Теннесси, Арканзас, Миссури, Флорида и Джорджия. Кроме того, в историческом прошлом ареал рыбы охватывал и более северные области — рыба встречалась к северу до центрального Канзаса, Небраски, Кентукки, Огайо, Айовы, западных и центральных районов Иллинойса. В 1922 году панцирник был пойман в окрестностях города Мередосия в Иллинойсе, что считается наиболее северным достоверно известным местом, где когда-либо водилась эта рыба. Ещё один экземпляр длиной 2,6 м, выловленный в соседнем городе Бирдстаун, в высушенном виде сохранился до наших дней.

## В природе и в аквариуме
Миссисипский панцирник населяет стоячие или вялотекущие водоёмы, а также тихие заводи крупных рек с солоноватой или солёной водой. При этом в сравнении с другими панцирниками миссисипский больше адаптирован к солёным водоёмам. В Луизиане их часто можно увидеть в солончаковых болотах.
Как других панцирников, миссисипского панцирника часто содержат в аквариуме, но из-за крупных габаритов от взрослых особей приходится отказываться, и только в 1000-литровом аквариуме удаётся размножить панцирников. Не стоит держать в одном аквариуме с панцирниками более мелких рыб, которых они будут воспринимать как добычу.

## Промысел
Объект любительского и коммерческого рыболовства. Пищевой ценностью мясо аллигаторовой щуки не обладает. При приготовлении оно становится сухим и очень жестким, при этом в мясе имеется много маленьких косточек. Очень редко его употребляют в пищу - исключением являются только коренные народы лесов Миссисипи. Внутренности, а также икра, ядовиты и даже при умелой чистке могут вызвать отравление организма. Чешуя панцирной щуки ограниченно используется для изготовления украшений и сувениров. Экспонаты, изготовленные умелыми таксидермистами, служат украшением офисов и домов спортсменов-рыболовов.

## Филогения
Кладограмма согласно филогенетическому анализу на основе молекулярных данных, проведённому Wright et al., 2012:
|  | Мексиканский панцирник                                                         |
|  |                                                                                |
|  | \| \| Кубинский панцирник \| \| \| \| \| \| Миссисипский панцирник \| \| \| \| |
|  |                                                                                |
|  | Кубинский панцирник                                                            |
|  |                                                                                |
|  | Миссисипский панцирник                                                         |
|  |                                                                                |

|  | Кубинский панцирник    |
|  |                        |
|  | Миссисипский панцирник |
|  |                        |

|  | Флоридский панцирник     |
|  |                          |
|  | Пятнистая панцирная щука |
|  |                          |

|  | Тупорылый панцирник   |
|  |                       |
|  | Длиннорылый панцирник |
|  |                       |

|  | Флоридский панцирник     |
|  |                          |
|  | Пятнистая панцирная щука |
|  |                          |

|  | Тупорылый панцирник   |
|  |                       |
|  | Длиннорылый панцирник |
|  |                       |

|  | Мексиканский панцирник                                                         |
|  |                                                                                |
|  | \| \| Кубинский панцирник \| \| \| \| \| \| Миссисипский панцирник \| \| \| \| |
|  |                                                                                |
|  | Кубинский панцирник                                                            |
|  |                                                                                |
|  | Миссисипский панцирник                                                         |
|  |                                                                                |

|  | Кубинский панцирник    |
|  |                        |
|  | Миссисипский панцирник |
|  |                        |

|  | Флоридский панцирник     |
|  |                          |
|  | Пятнистая панцирная щука |
|  |                          |

|  | Тупорылый панцирник   |
|  |                       |
|  | Длиннорылый панцирник |
|  |                       |

|  | Флоридский панцирник     |
|  |                          |
|  | Пятнистая панцирная щука |
|  |                          |

|  | Тупорылый панцирник   |
|  |                       |
|  | Длиннорылый панцирник |
|  |                       |

## Искусство и популяризация
В основном, фильмы про миссисипского панцирника снимаются по заказу научно-популярных географических телеканалов, так, фильм из серии «Monster fish» («Рыба-чудовище») назывался Alligator gar («Аллигаторовая щука») и транслировался по каналу National Geographic, в нём отмечалось, что эта редкая рыба поставлена на грань вымирания, позже этим же каналом, был снят ещё один фильм, в котором говорилось о редчайших случаях нападения миссисипского панцирника на человека.